# José Elbo
José Elbo Peñuelas (Úbeda; 26 de marzo de 1804-Madrid; 4 de noviembre de 1844) fue un pintor español.

## Biografía
Nacido en Úbeda el 26 de marzo de 1804, su carrera artística se desenvolvió en Madrid, a donde se trasladó muy joven; allí estudió con José Aparicio y expuso frecuentemente en la academia de esta ciudad. Su producción conocida, muy corta, le revela como una de las figuras más sugestivas de la pintura romántica española. Pintor inquieto franco y espontáneo, es un pintor castizo, consagrado al tema popular donde logró sus mayores aciertos, aunque también pintase algún retrato y otras pinturas de asunto más académico, como el Jesús y la samaritana de la Real Academia de Bellas Artes de San Fernando o Leda.

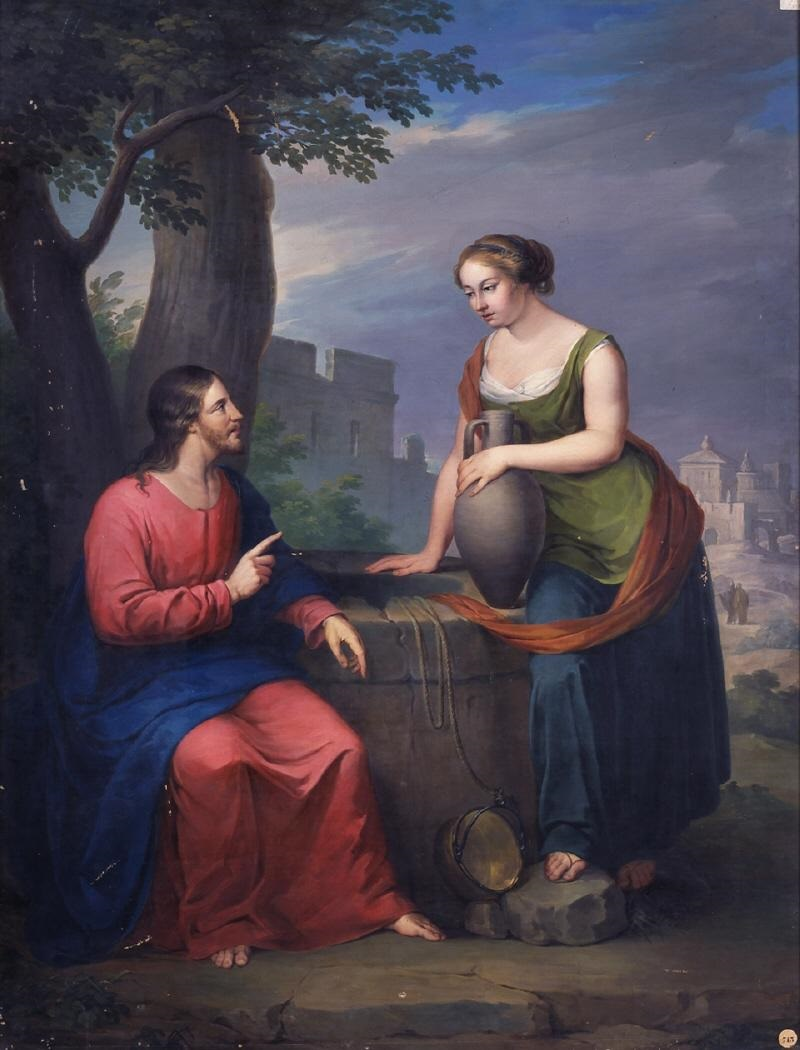
La samaritana, 1834, óleo sobre lienzo, 169 x 126 cm, Real Academia de Bellas Artes de San Fernando.

Heredero de Goya, su arte tomó también mucho costumbrismo centroeuropeo (Vaqueros con su ganado, Museo Romántico, Madrid). Brilla su ingenio en cuadritos donde plasmó la vida popular de Madrid, en escenas ágiles y vivas, de pincelada suelta y riqueza de color, a veces tratadas con ironía y humor (El sacamuelas, Museo del Prado), donde son detectables tanto influjos de Goya como de los pintores flamencos, alejadas del romanticismo oficial. Fue también excelente retratista, buscando sus modelos en la gente sencilla (Autorretrato, Museo del Prado, La familia de Cayetano Fuentes (1837), Museo Nacional del Romanticismo, Madrid; Un militar y su esposa) y escenas campestres de observación penetrante y gran delicadeza de colorido.

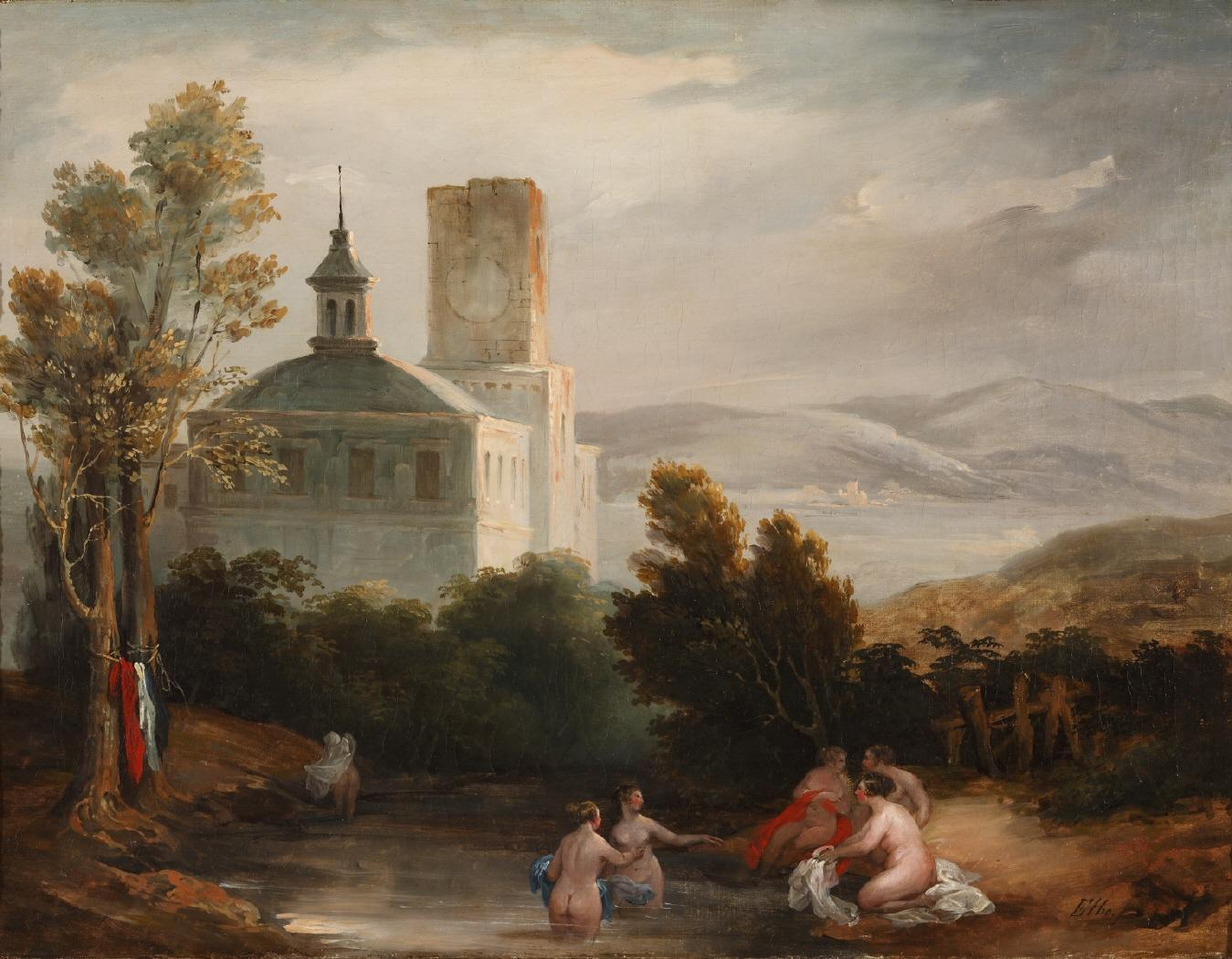
Bañistas, 1837, óleo sobre lienzo, 49 x 65 cm, Museo Nacional del Romanticismo.

Se distinguió también como ilustrador, su quehacer viene a formar un universo cerrado dentro de la pintura romántica y taurina que se ha hecho en España. Sin embargo, la intención de Elbo, si bien asimila la corriente del momento, no es menos cierto que plantea aspectos de naturaleza más sosegada y de color más temperadamente cálido y evocador, aunque en algunas pequeñas piezas se perciba la influencia de Goya a quien sigue más o menos directamente. De todo ello, importa el clima general de la obra, su raíz romántica y el entronque de la sensibilidad que concitó lo español en la época y su capacidad de gozne entre el concepto originario de pintores como Ruisdael y un mundo especialmente taurino e hispano.